# Campeonato Sul-Americano de Ginástica de Trampolim de 2023
O Campeonato Sul-Americano de Ginástica de Trampolim de 2023 foi realizado em Bariloche, Argentina, de 7 a 10 de setembro de 2023. A competição foi organizada pela Federação Argentina de Ginástica e aprovada pela Federação Internacional de Ginástica

## Medalhistas
| Evento                           | Ouro                     | Prata                  | Bronze                   |
| -------------------------------- | ------------------------ | ---------------------- | ------------------------ |
| Trampolim individual masculino   | Vinícius Celestino (BRA) | Matias Pacheco (ARG)   | Tobias Weise (ARG)       |
| Trampolim individual feminino    | Nicole Castellanos (COL) | Lucila Maldonado (ARG) | Ana Pereira Soares (BRA) |
| Trampolim sincronizado masculino | Argentina                | Peru                   | Brasil                   |
| Trampolim sincronizado feminino  | Brasil                   | Argentina              | Colômbia                 |
| Equipes masculinas               | Brasil                   | Argentina              | Peru                     |
| Tumbling masculino               | Erick Ledesma (ECU)      | Ignacio Torres (ARG)   | Diego Vilcas (PER)       |